# União Internacional de Capoeira Regional
União Internacional de Capoeira Regional (UNICAR) – jedna z grup capoeira. Grupa powstała w roku 2003 w trzech krajach (Brazylia, Niemcy, Polska). Charakterystyczny dla grupy jest szybki styl – Regional. Jest jedną z najliczniejszych grup w Polsce, posiada ponad 20 sekcji w całym kraju, a liczba jej członków wynosi około 1200. Obecnie grupa UNICAR obejmuje swym zasięgiem takie kraje jak: Brazylia, Niemcy, Włochy, Ukraina, Angola, Wielka Brytania i Polska.

## Styl walki i cechy charakterystyczne grupy
W UNICAR ćwiczy się styl Regional (definiują go rytmy Sao Bento Grande de Mestre Bimba, Banguela, Iuna grane na berimbau, instrumencie prowadzącym grę capoeira), jednak członkowie grupy starają się pamiętać o korzeniach tej sztuki, szanują tradycyjne formy i rytuały.
Poza capoeira grupa praktykuje także inne (jednak łączące się z nią w bezpośredni sposób) elementy kultury brazylijskiej:
- Maculele – rytmiczny taniec z maczetami lub drewnianymi pałkami, pochodzący z Santo Amaro;
- Puxada de Rede – tradycyjna forma sztuki teatralnej inscenizująca rytuał wyciągania sieci przez rybaków;
- Samba de Roda – tradycyjny taniec brazylijski, prezentowany także podczas słynnego karnawału w Rio de Janieiro, w capoeira wykonywany w roda, najczęściej po zakończeniu jogo, jest znakiem firmowym Brazylii na całym świecie;
- Batucada – zespół bębniarski, w którego repertuarze znajdują się rytmy z całego świata;

Jak sama nazwa wskazuje, w UNICAR praktykowany jest styl Regional, agresywny, szybki, przeznaczony głównie do walki, w przeciwieństwie do Angola. Cechą charakterystyczną odróżniającą UNICAR od innych grup jest częste stosowanie podcięć (m.in. Rasteira), oraz niskich kopnięć (m.in. Meia lua de Compasso). Nawet kopnięcia powszechnie uważane za wysokie, stosowane do uderzeń w głowę (m.in. Martelo, Armada) w UNICAR często, ale nie zawsze, wykonuje się niżej, na wysokości pasa czy ramion. Do umiejętności akrobatycznych przykłada się dość dużą wagę, jednak nie większą niż w wielu innych grupach.

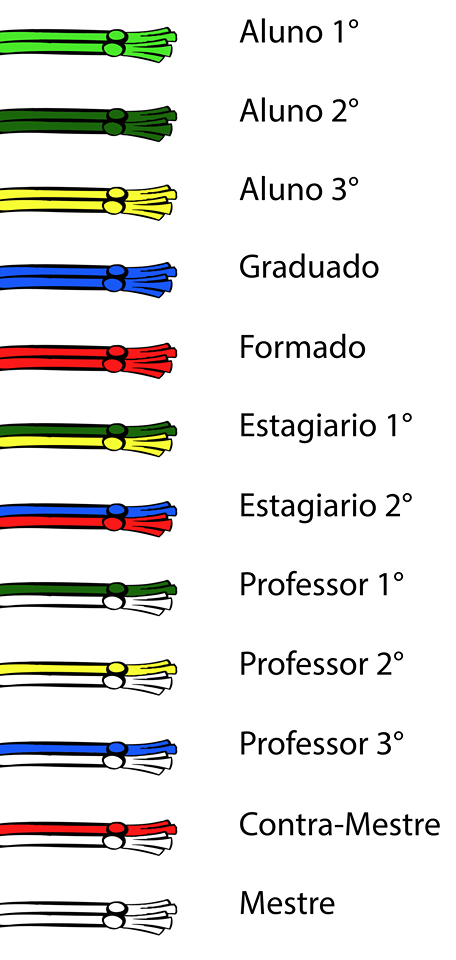

## Podział cordaos w grupie

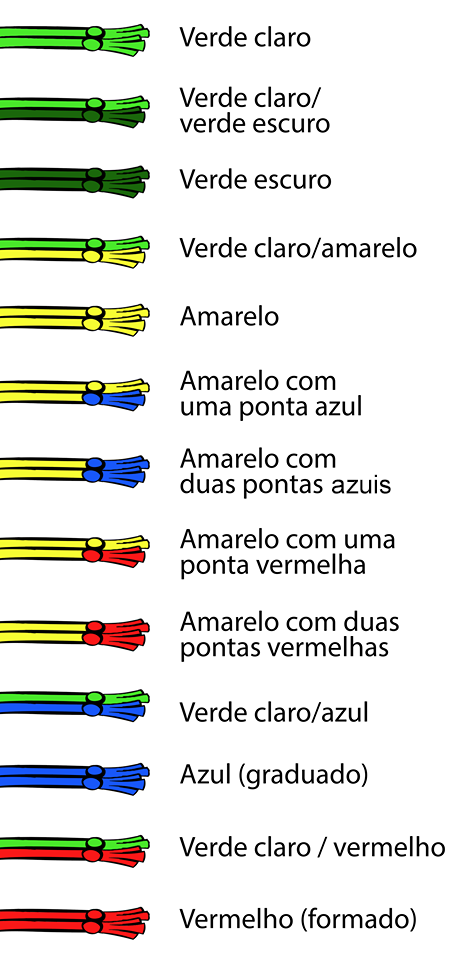

### Gradacja dorosła
- Aluno 1° – verde claro (jasnozielony)
- Aluno 2° – verde (zielony)
- Aluno 3° – amarelo (żółty)
- Aluno 4° (Graduado) – azul (niebieski)

- Formado – vermelho (czerwony)
- Estagiario 1° – verde + amarelo (zielono-żółty)
- Estagiario 2° – azul + vermelho (niebiesko-czerwony)

- Professor 1° – branco + verde (biało-zielony)
- Professor 2° – branco + amarelo (biało-żółty)
- Professor 3° – branco + azul (biało-niebieski)

- Contra-Mestre – branco + vermelho (biało-czerwony)
- Mestre – branco (biały)

### Gradacja dziecięca
- Aluno 1° – verde claro (jasnozielony)
- verde claro + verde escuro (jasnozielono-ciemnozielony)
- Aluno 2° – verde (zielony)
- verde claro + amarelo (jasnozielono-żółty)
- Aluno 3° – amarelo (żółty)
- amarelo + uma ponta azul (żółty z jedną końcówką niebieską)
- amarelo + duas pontas azul (żółty z dwiema końcówkami niebieskimi)
- amarelo + uma ponta vermelha (żółty z jedną końcówką czerwoną)
- amarelo + duas pontas vermelhas (żółty z dwiema końcówkami czerwonymi)
- verde claro + azul (jasnozielono-niebieski)  od 13 roku życia
- Aluno 4° (Graduado) – azul (niebieski) od 14 roku życia
- verde claro + vermelho (jasnozielono-czerwony) od 16 roku życia
- Formado  – vermelho (czerwony) od 18 roku życia

## Mestres
Grupa UNICAR posiada 5 mestres założycieli. Przewodniczącym União Internacional de Capoeira Regional jest Mestre Zambi. Mestres grupy UNICAR:
- Mestre Zambi (Marcos Cesar Santos Gomes) – Salvador.
- Mestre Marinheiro (Valcir Batista Lima) – Salvador.
- Mestre Traira (*)(Adilson Gomes) – Salvador.
- Mestre Nelsinho (Nelson Batista) – Berlin.
- Mestre Saguin (Judival Santos) – München.

Oprócz pięciu Mestres, założycielem grupy jest także Mestre Sem Memoria (Adam Faba) – Katowice/Kraków, prekursor capoeira w Polsce.
Wśród wybitnych capoeiristas grupy UNICAR znajdują się także Mestras i Mestres: Princesa (Viviane Oliveira), Arroz (Adelmo Soares), Secão (Cristiano Silva), Avestruz (Sanderson) Mestre Dinosauro (Fabio Nascimento) oraz wielu contramestres i professores w Brazylii i Niemczech. W Polsce stopnie professora capoeira w grupie UNICAR posiadają: Banana, Bacana, Cachorro, Caracol, Caramuru, Camrao, Destino, Esquilo, Figado, Foguetinho, Mano Talão, Peixa Grande, Pétala, Ponto, Sabido, Sarigue,  Sorriso, Vivido.